# Copa Intercontinental de Fútbol Sala 1997 (marzo)
La Copa Intercontinental de Futsal de 1997 corresponde a la primera edición del trofeo. Se jugó en el pabellón municipal de Porto Alegre, Brasil del 10 al 16 de marzo y la organización corrió a cargo de la Liga Nacional de Fútbol Sala.
Esta edición del torneo tuvo un encuentro controvertido en la fase de grupos. En el último partido del Grupo A, Barça y Di Bufala SC trataron de perder el partido intencionadamente para eludir al favorito, el brasileño Internacional en semifinales, que había quedado segundo del Grupo B. El partido tuvo goles en propia puerta, defensores protegiendo su portería rival e incluso el portero local defendiendo la meta contraria.

## Grupo A
| Equipo            | PJ | PG | PE | PP | GF | GC | Dif. | Pts. |
| ----------------- | -- | -- | -- | -- | -- | -- | ---- | ---- |
| DiBufala SC       | 3  | 2  | 1  | 0  | 7  | 4  | +3   | 7    |
| FC Barcelona      | 3  | 2  | 0  | 1  | 14 | 6  | +8   | 6    |
| Peñarol           | 3  | 1  | 1  | 1  | 7  | 14 | -7   | 4    |
| FP Houthalen Genk | 3  | 0  | 0  | 3  | 8  | 12 | -4   | 0    |

## Grupo B
| Equipo               | PJ | PG | PE | PP | GF | GC | Dif. | Pts. |
| -------------------- | -- | -- | -- | -- | -- | -- | ---- | ---- |
| Bunga Melati Tilburg | 3  | 3  | 0  | 0  | 17 | 8  | +9   | 9    |
| Internacional        | 3  | 2  | 0  | 1  | 29 | 9  | +20  | 6    |
| Boca Juniors         | 3  | 1  | 0  | 2  | 5  | 12 | -7   | 3    |
| Universidad de Chile | 3  | 0  | 0  | 3  | 5  | 27 | -22  | 0    |

## Semifinales
| 14 de marzo de 1997 | FC Barcelona Futsal | 7-5 | Bunga Melati Tilburg | Porto Alegre, |  |

| 14 de marzo de 1997 | Internacional | 11-0 | DiBufala SC | Porto Alegre, |  |

## Final
| 16 de marzo de 1997 | Internacional | 4-2 | FC Barcelona Futsal | Porto Alegre, |  |